# Michael Mewshaw
Michael Mewshaw (geboren 19. Februar 1943 in Washington, D.C.) ist ein US-amerikanischer Schriftsteller.

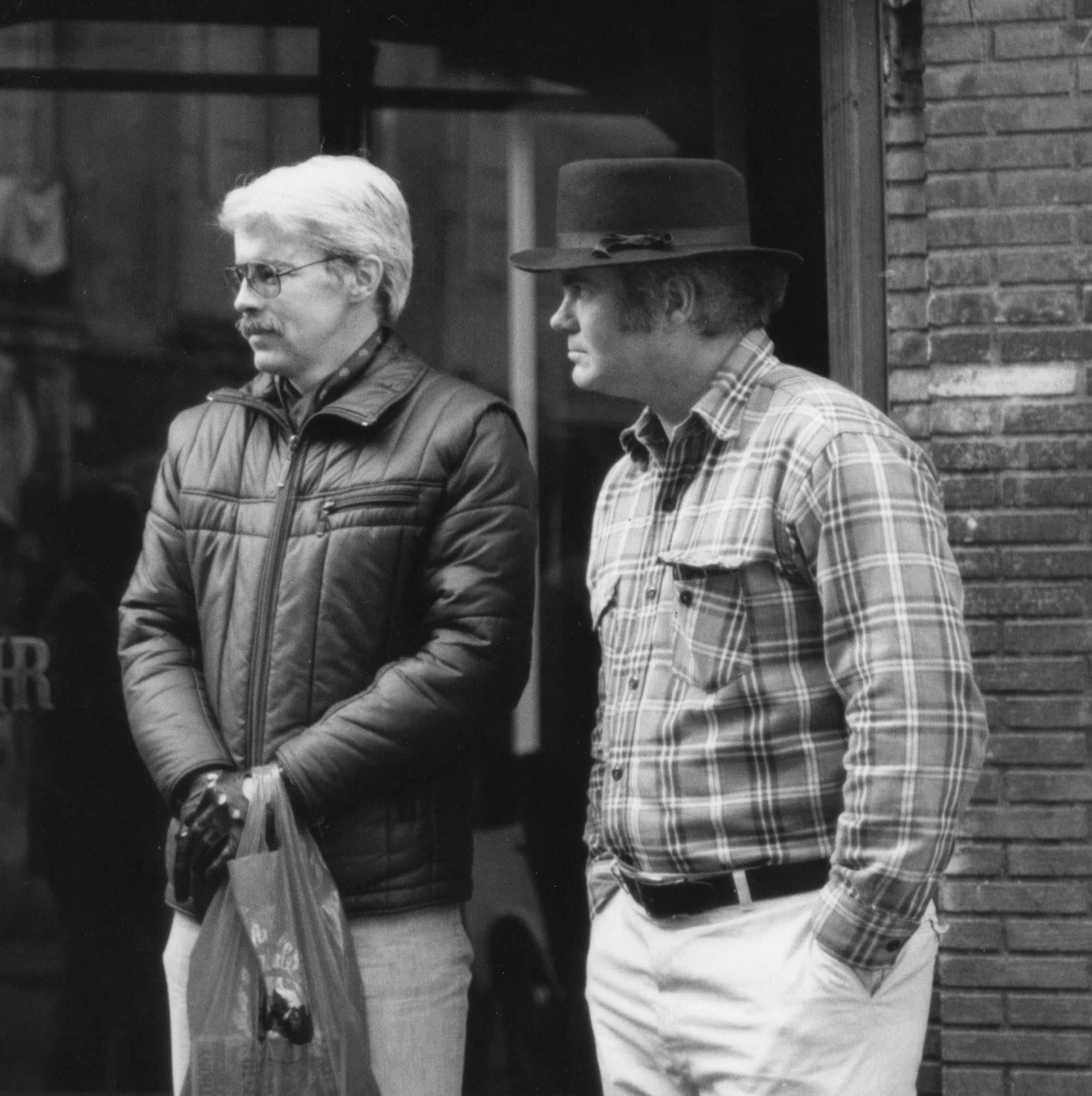
Michael Mewshaw mit Pat Conroy (1982)

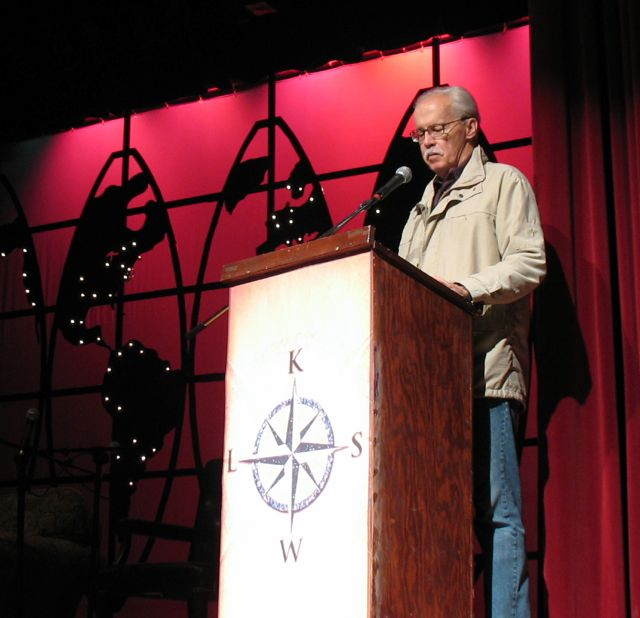
Michael Mewshaw (2006)

## Leben
Michael Mewshaw wuchs in Prince George’s County auf und begann das Studium an der University of Maryland, College Park und graduierte 1965. An der University of Virginia machte er 1966 einen M.A. und wurde 1970 bei George Garrett mit einer Dissertation über William Styron promoviert.
Mewshaw lehrte Kreatives Schreiben an der University of Massachusetts at Amherst und danach an der University of Texas at Austin. 
Während seiner regelmäßigen „Leaves of absence“ schlug Mewshaw sein Quartier in Rom auf und reiste durch Europa und den Maghreb. Neben einer Vielzahl von Romanen schrieb er auch Zeitschriftenbeiträge, Reise- und Sachbücher, unter anderem über Tennis. 1981 hatte er ein Guggenheim-Stipendium. 

## Werke (Auswahl)
- Man in Motion (1970)
- Waking Slow (1972)
- The Toll (1974)
- Earthly Bread (1976)
- Land Without Shadow (1979)
- Year of the Gun (1984)
  - Im Jahr der Waffen : Roman. Übersetzung Sigrid Kellner. Berlin : Ullstein, 1988
- Blackballed (1986)
- True Crime (1991)
- Shelter from the Storm (2003)
- Island Tempest (2005)
- Lying with the Dead (2009)

Nonfiction
- Life for Death (1980)
- Short Circuit: Six Months on the Men's Professional Tennis Tour (1983)
- Money to Burn: the true story of the Benson family murders (1987)
- Playing Away: Roman holidays and other Mediterranean encounters (1988)
- Ladies of the Court: Grace And Disgrace On The Women's Tennis Tour (1993)
- If You Could See Me Now: A Chronicle of Identity and Adoption (2006)
- Between Terror and Tourism: An Overland Trip Across North Africa (2010)
- Sympathy for the Devil: Four Decades of Friendship with Gore Vidal (2014)
- Ad In Ad Out: Collected Tennis Articles (2016)
- The Lost Prince: A Search for Pat Conroy (2019)